# 清水としゆき
清水 としゆき（しみず としゆき、1965年 - ）は、アトリエローク07に所属する日本の男性アニメーション美術監督である。東京都出身。

## 来歴・人物
1985年にアトリエローク（現：アトリエローク07）に入社。
背景で携わった作品は『ギャラクシーエンジェル』、『七人のナナ』など。映画『クレヨンしんちゃん』シリーズは2000年と2001年に、映画『ドラえもん』シリーズは2003年、2004年に続けて美術監督を担当する。2005年にリニューアルした『ドラえもん』の美術監督に就任し、2013年6月14日放送分まで担当した。その後『映画ドラえもん 新・のび太の大魔境 〜ペコと5人の探検隊〜』（2014年）では映画『ドラえもん』の美術監督としては10年ぶりに登板を果たし、『映画ドラえもん 新・のび太の日本誕生』（2016年）でも担当。2017年に放送した「あの名作が帰ってくる！ドラえもん夏の1時間スペシャル」から再度『ドラえもん』の美術監督を担当している。
美術背景で作品に参加する際は本名の清水敏幸名義でクレジットされる（一部例外あり）。現在の名義は『ドラえもん』第2作第1期で美術監督（1997年-2001年の間）に就任した際、1999年1月8日の放送回から使用している。

## 主な参加作品

### テレビアニメ
- ドラえもんシリーズ
  - ドラえもん (1979年のテレビアニメ) （1979年-2005年、美術監督・背景）
  - ドラえもん (2005年のテレビアニメ) （2005年-2013年、2017年-、美術監督）
- エスパー魔美 （1987年-1989年、背景）
- 小公子セディ （1988年、背景）
- ピーターパンの冒険 （1989年、背景）
- トラップ一家物語 （1991年、背景）
- 若草物語 ナンとジョー先生 （1993年、背景）
- 七つの海のティコ （1994年、背景）
- スクライド （2001年、背景）
- 七人のナナ （2002年、背景）
- シスター・プリンセス RePure （2002年、背景）
- ギャラクシーエンジェルA （2002年-2003年、背景）
- 流星戦隊ムスメット （2004年、背景）
- 戦姫絶唱シンフォギア （2012年、背景）
- FAIRY TAIL （2014年-、背景）
- トライブクルクル （2014年、美術設定・美術ボード・背景）
- 三者三葉 （2016年、背景）
- ドリフェス! （2016年、美術デザイン・美術ボード）

### 映画
- ドラえもん のび太の宇宙漂流記 （1999年、背景）
- クレヨンしんちゃん 嵐を呼ぶ モーレツ!オトナ帝国の逆襲 （2001年、美術監督）
- 劇場版ポケットモンスター セレビィ 時を超えた遭遇 （2001年、背景）
- クレヨンしんちゃん 嵐を呼ぶ アッパレ!戦国大合戦 （2002年、美術監督）
- 劇場版ポケットモンスター 水の都の護神 ラティアスとラティオス （2002年、背景）
- ドラえもん のび太とふしぎ風使い （2003年、美術監督）
- クレヨンしんちゃん 嵐を呼ぶ栄光のヤキニクロード （2003年、背景）
- 劇場版ポケットモンスター アドバンスジェネレーション 七夜の願い星 ジラーチ （2003年、背景）
- ドラえもん のび太のワンニャン時空伝 （2004年、美術監督）
- クレヨンしんちゃん 嵐を呼ぶ!夕陽のカスカベボーイズ （2004年、背景）
- 劇場版ポケットモンスター アドバンスジェネレーション 裂空の訪問者 デオキシス （2004年、背景）
- クレヨンしんちゃん 嵐を呼ぶ黄金のスパイ大作戦 （2011年、背景）
- クレヨンしんちゃん 嵐を呼ぶ!オラと宇宙のプリンセス （2012年、背景）
- 映画ドラえもん 新・のび太の大魔境 〜ペコと5人の探検隊〜 （2014年、美術監督）
- クレヨンしんちゃん ガチンコ!逆襲のロボとーちゃん （2014年、背景）
- 映画ドラえもん のび太の宇宙英雄記 （2015年、背景）
- クレヨンしんちゃん オラの引越し物語 サボテン大襲撃 （2015年、背景）
- 映画ドラえもん 新・のび太の日本誕生 （2016年、美術監督）
- クレヨンしんちゃん 謎メキ!花の天カス学園（2021年、背景）

### webアニメ
- クレヨンしんちゃん外伝 おもちゃウォーズ（2016年、美術監督）